# 六尺褌

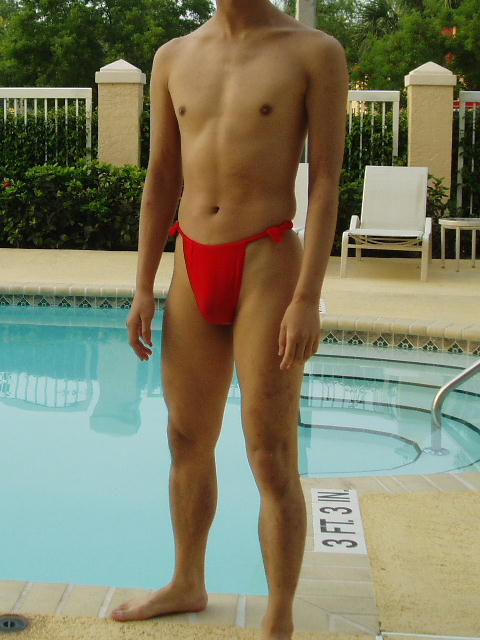
红色六尺裈穿着正面

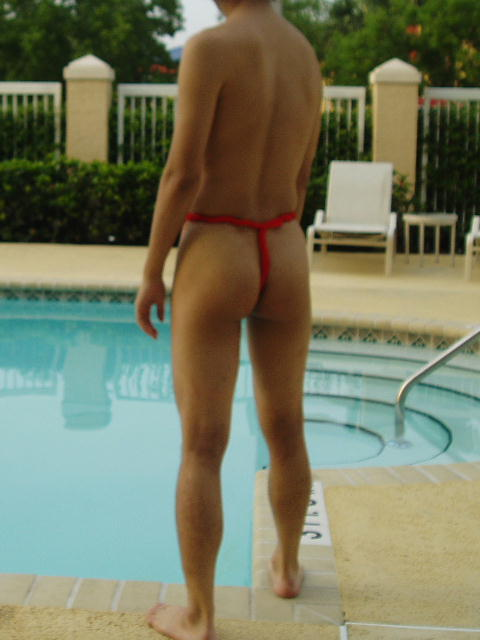
红色六尺裈穿着背面

六尺裈（日语：／ Rokushaku Fundoshi）是日本的男性和女性传统内衣，属于日式裈的一种。六尺裈使用的是长约180至300（71至118英寸）、宽约16至34（6.3至13.4英寸）的白色晒布所制成；其穿着特点为臀部的裸露。在现代日本社会，六尺裈主要是在祭典及游泳时穿着，而并非当成日常内衣使用。

## 概要
六尺裈的名字源自鲸尺，六鲸尺的长度约228（90英寸）。六尺裈的穿着方法为将其穿过穿着者的股间再在腰间扎紧即可。

## 文献
- 新穂栄蔵. . JABB出版局. 1990. ISBN 9784915806186.

- 青木英夫. . 雄山閣. 2000. ISBN 9784639017134.

- 越中文俊（日语：南正時）. . 心交社. 2000-10-25. ISBN 9784883025220.

- 越中文俊（日语：南正時）. . 心交社. 2008. ISBN 9784778104993.

- 米原万里（日语：米原万里）. . 筑摩书房. 2005. ISBN 9784480816399.

- 林美一（日语：林美一）. . 河出書房新社. 2001  [2020-11-05]. ISBN 9784309223674. （原始内容存档于2020-11-17）.

## 链接
- 褌 （页面存档备份，存于）——男のきもの大全（日語）